# Chiari (Lombardei)

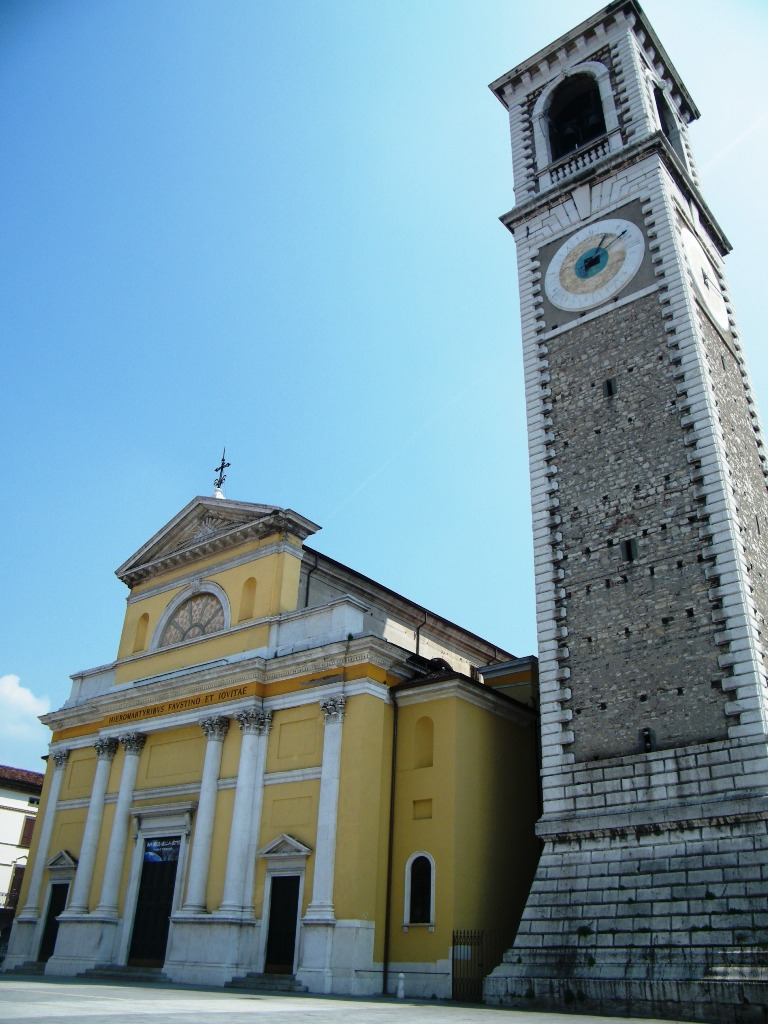
Der Dom

Chiari ist eine Gemeinde mit 19.347 Einwohnern (Stand 31. Dezember 2023) in der italienischen Provinz Brescia in der Region Lombardei.
Die Nachbargemeinden sind: Castelcovati, Castrezzato, Coccaglio, Cologne, Comezzano-Cizzago, Palazzolo sull’Oglio, Pontoglio, Roccafranca, Rudiano und Urago d’Oglio.

## Söhne und Töchter der Stadt
- Stefano Antonio Morcelli (1737–1821), Jesuit, Philologe und Epigraphiker
- Lento Goffi (1923–2008), Lyriker und Literaturkritiker
- Mauro Pagani (* 1946), Cantautore, Multiinstrumentalist und Komponist
- Gabriel Rangoni (1410–1486), römisch-katholischer Ordensgeistlicher der Franziskaner, Bischof und Kardinal in Ungarn
- Giorgio Scalvini (* 2003), Fußballspieler
- Giovanni Toti (* 2000), Badmintonspieler
- Giovanni Zerbini (* 1927), katholischer Ordensgeistlicher, Altbischof von Guarapuava in Brasilien